# Spirochaetes
Le spirochete costituiscono un phylum eterogeneo di batteri a forma di spirale e dotati di filamenti assiali simili ai flagelli, fissati ad ambedue le estremità, le cui contrazioni consentono loro di muoversi.

## Forme
Le spirochete hanno una sola forma: la cellula a spirale è avvolta a un filamento assiale costituito da una o più fibrille. Questi filamenti possono essere osservati solo dopo digestione enzimatica. Il filamento assiale si trova tra la membrana cellulare e la parete batterica, di tipo gram negativo. Non è una struttura continua, ma è costituito da due gruppi di fibrille che sono ancorate alle due estremità della cellula e si spirocheta. Morfologicamente sono simili agli spirilli flagellati a un polo con la differenza che nelle spirochete le fibrille si trovano internamente alla parete cellulare, negli spirilli le fibrille attraversano la parete cellulare.

## Famiglia
Le famiglie dell'unico ordine delle Spirochaetales comprendono sia dei grossi elementi, che vivono allo stato libero, sia alcuni generi che sono commensali o patogeni per l'uomo e per una varietà di altri animali, quali: 
- Treponema: agenti causali di sifilide, bejel, framboesia e pinta
- Borrelia: agenti della febbre ricorrente, dell'angina di Plaut-Vincent e della malattia di Lyme
- Leptospira: agenti di patologie quali la leptospirosi

## Caratteristiche
La loro dipendenza dall'ossigeno varia molto, alcune specie in sua assenza muoiono mentre altre al contrario vengono favorite da un ambiente che ne è privo. La teoria dell'endosimbionte postula che alcuni appartenenti arcaici a questo phylum siano gli organismi inglobati, nel passato, da una parte degli odierni eucarioti come endosimbionti.